# 涅拉河

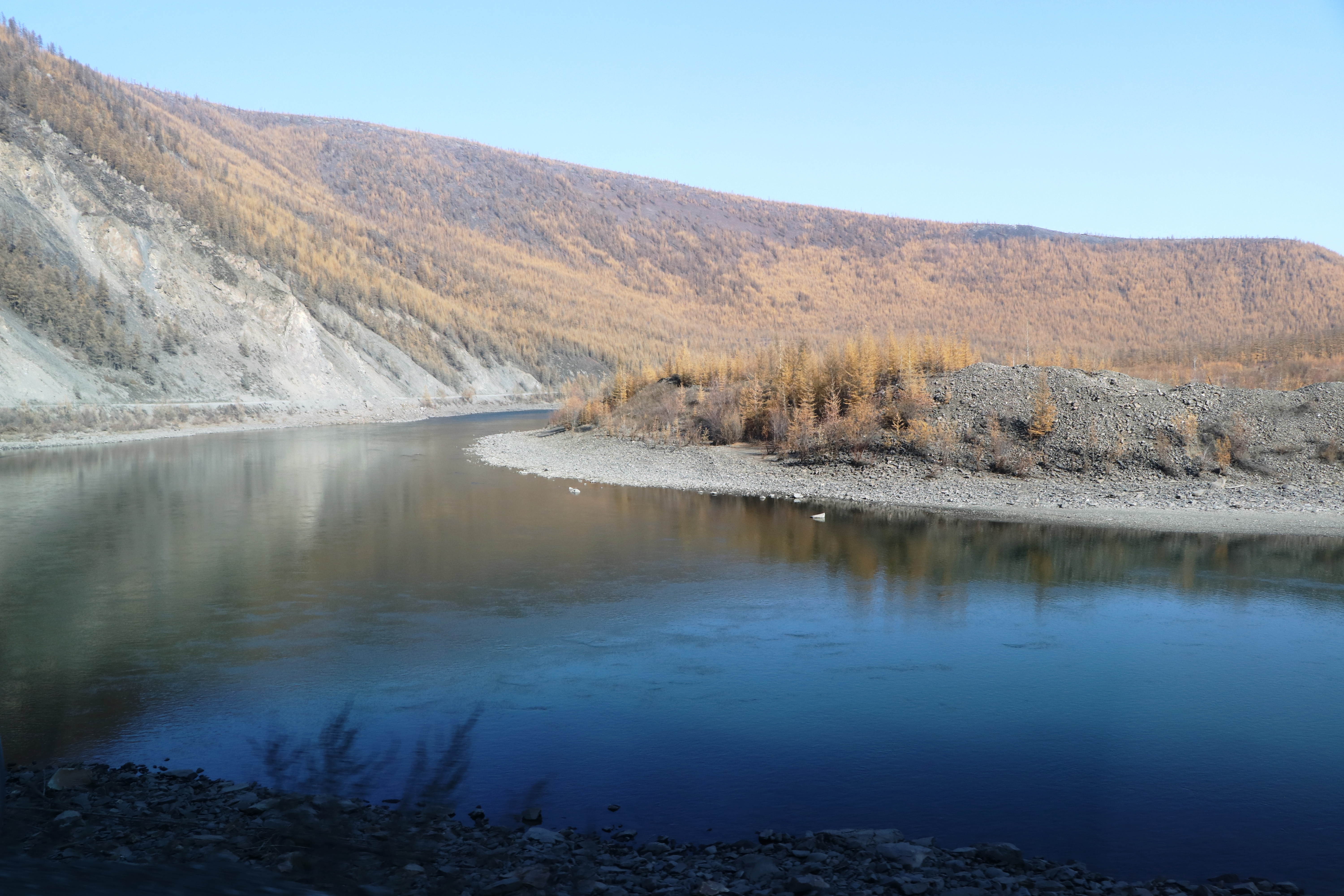

涅拉河（俄语：Нера）位于俄罗斯雅库特共和国，是因迪吉尔卡河右岸支流。涅拉河由杰良基尔河（Delyankir）和胡贾赫河（Khudzhakh）汇流而成。干流全长196公里。以杰良基尔河为源，则全长331公里，流域面积2.45万平方公里。沿涅拉台地流淌，以雨水为河水主要补给来源。每年5-8月为汛期。距河口65公里处平均流量为119立方米／秒。在乌斯季涅拉汇入因迪吉尔卡河干流。雅库茨克至马加丹的R504科雷马公路升级改造后，从乌斯季涅拉沿涅拉河溯流而上至马加丹州。